# Mosport International Raceway
Mosport International Raceway je dirkališče, ki leži v bližini kanadskega mesta Bowmanville, Ontario. Med letoma 1967 in 1977 je gostilo dirko Formule 1 za Veliko nagrado Kanade.

## Zmagovalci
| Leto | Dirkač             | Moštvo        | Poročilo |
| ---- | ------------------ | ------------- | -------- |
| 1977 | Jody Scheckter     | Wolf-Ford     | Poročilo |
| 1976 | James Hunt         | McLaren-Ford  | Poročilo |
| 1974 | Emerson Fittipaldi | McLaren-Ford  | Poročilo |
| 1973 | Peter Revson       | McLaren-Ford  | Poročilo |
| 1972 | Jackie Stewart     | Tyrrell-Ford  | Poročilo |
| 1971 | Jackie Stewart     | Tyrrell-Ford  | Poročilo |
| 1969 | Jacky Ickx         | Brabham-Ford  | Poročilo |
| 1967 | Jack Brabham       | Brabham-Repco | Poročilo |